# Diary of a Cannibal
Diary of a Cannibal (Original: Cannibal) ist ein amerikanischer Spielfilm des Regisseurs Ulli Lommel aus dem Jahr 2006.

## Handlung
Die 20-jährige Noelle lernt über das Internet den 27-jährigen masochistisch veranlagten Adam kennen. Die beiden verlieben sich und werden schließlich ein Liebespaar. Die mehrmonatige Verbindung, die von der Suche nach dem vollkommenen Glück geprägt ist, mündet in Adams bizarrem Wunsch nach blutiger Selbstzerstörung. Der junge Mann bittet seine Angebetete, ihn als Liebesbeweis zu töten und zu verzehren. Trotz anfänglichem Zögerns willigt Noelle irgendwann ein.
In einem verlassenen Lagerhaus mitten in der Einöde wird das blutige Übereinkommen vorbereitet und umgesetzt. Adam wird getötet. Anschließend weidet Noelle seinen Körper aus, enthauptet ihn und verspeist seine Innereien.
Später lässt sich Noelle bereitwillig ertappen. Sie wird inhaftiert und wegen Mordes angeklagt. Noch bevor es zu einer Verurteilung kommt, wird sie in der Sicherungsverwahrung von Mithäftlingen misshandelt. Schwer verwundet erzählt sie am Ende des Films den Behörden die bizarre Geschichte, bevor sie ihren Verletzungen erliegt und stirbt.

## Kritik
Das Lexikon des internationalen Films ließ kein gutes Haar an dem Werk: „Gedanklich und inszenatorisch letztklassiger Horrorfilm mit "Torture Porn"-Fantasien, die am kompletten Unvermögen seines Regisseurs scheitern“.